# Listrognathus nubilipennis
Listrognathus nubilipennis là một loài tò vò trong họ Ichneumonidae.